# Parapallene invertichelata
Parapallene invertichelata là một loài nhện biển trong họ Callipallenidae. Loài này thuộc chi Parapallene. Parapallene invertichelata được miêu tả khoa học năm 1988 bởi Arnaud & Child.